# Тис ягідний (Рахівський лісгосп)
Тис я́гідний — ботанічна пам'ятка природи місцевого значення в Україні. Розташована в межах Рахівського району Закарпатської області, в районі сіл Луги і Говерла.
Площа 9 га. Статус надано згідно з рішенням облради від 18.11.1969 року № 414, ріш. ОВК від 23.10.1984 року № 253. Перебуває у віданні ДП «Рахівське ЛДГ» (Білотисянське лісництво; Устєріцьке лісництво, кв. 1, 28; Говерлянське лісництво, кв. 8, 13, 18).
Статус надано з метою збереження кількох груп насаджень (116 екземплярів) тиса ягідного (Taxus baccata).